# R. Ewing Thomason

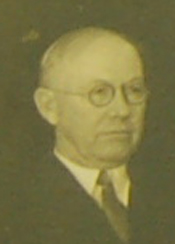
R. Ewing Thomason

Robert Ewing Thomason (* 30. Mai 1879 in Shelbyville, Tennessee; † 8. November 1973 in El Paso, Texas) war ein US-amerikanischer Jurist und Politiker. Zwischen 1931 und 1949 vertrat er den Bundesstaat Texas im US-Repräsentantenhaus; anschließend wurde er Bundesrichter am Bundesbezirksgericht für den westlichen Distrikt von Texas.

## Werdegang
Ewing Thomason besuchte die öffentlichen Schulen in Gainesville (Texas), wohin er bereits im Jahr 1880 mit seinen Eltern gezogen war. Danach studierte er bis 1898 an der Southwestern University in Georgetown. Nach einem anschließenden Jurastudium an der University of Texas in Austin und seiner im Jahr 1900 erfolgten Zulassung als Rechtsanwalt begann er ab 1901 in Gainesville in diesem Beruf zu arbeiten. Zwischen 1902 und 1906 war er Staatsanwalt im Cooke County. Im Jahr 1911 zog er nach El Paso, wo er als Anwalt praktizierte. Gleichzeitig schlug er als Mitglied der Demokratischen Partei eine politische Laufbahn ein. Zwischen 1917 und 1921 saß er als Abgeordneter im Repräsentantenhaus von Texas, dessen Präsident er in den Jahren 1920 und 1921 war. Von 1927 bis 1930 amtierte er als Bürgermeister von El Paso.
Bei den Kongresswahlen des Jahres 1930 wurde Thomason im 16. Wahlbezirk von Texas in das US-Repräsentantenhaus in Washington, D.C. gewählt, wo er am 4. März 1931 die Nachfolge von Claude Benton Hudspeth antrat. Nach acht Wiederwahlen konnte er bis zu seinem Rücktritt am 31. Juli 1947 im Kongress verbleiben. Seit 1933 wurden dort die New-Deal-Gesetze der Bundesregierung unter Präsident Franklin D. Roosevelt verabschiedet; ab 1941 war auch die Arbeit des Kongresses von den Ereignissen des Zweiten Weltkrieges und dessen Folgen geprägt. Im Jahr 1933 wurden der 20. und der 21. Verfassungszusatz ratifiziert.
Thomasons Rücktritt erfolgte nach seiner Ernennung zum Richter am United States District Court for the Western District of Texas. Dieses Amt bekleidete er als Nachfolger von Charles Albert Boynton bis zu seinem Eintritt in den Ruhestand im Juni 1963. Sein Sitz fiel danach an Homer Thornberry. Er starb am 8. November 1973 in El Paso, wo er auch beigesetzt wurde.